# Бучанський міський парк

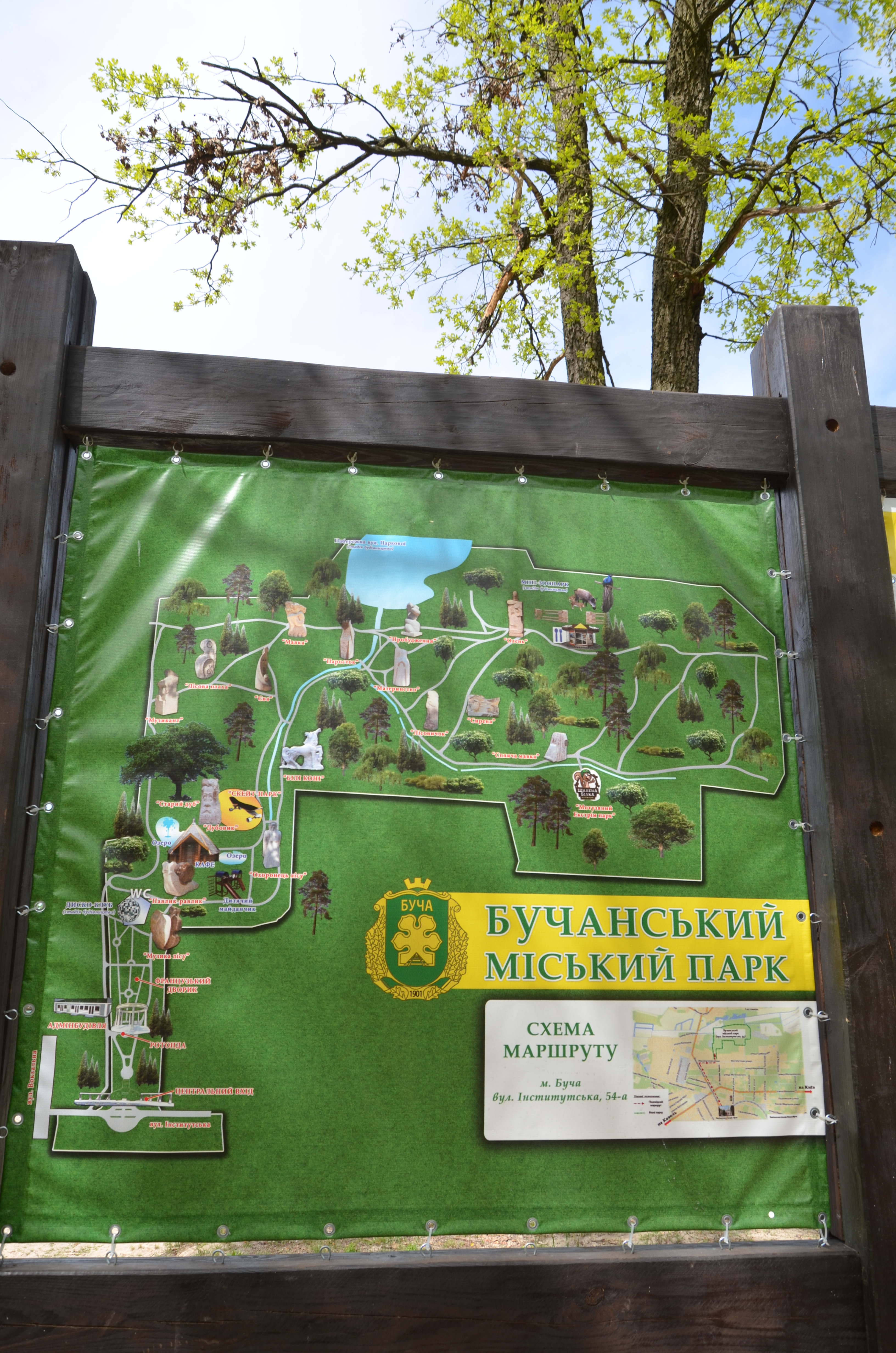
Бучанський міський парк

Бучанський міський парк — парк у Бучі Київської області. Відкритий 2011 року, площа складає 52 гектари.

## Історія
Парк відкритий 2011 року на 110-ту річницю міста. Станом на 2016 рік у парку продовжувались роботи з будівництва набережної.
У травні 2017 року стало відомо, що у місті відбудеться скульптурний симпозіум, де планують створити скульптури з рожевого мармуру, які потім будуть розміщені у парку.

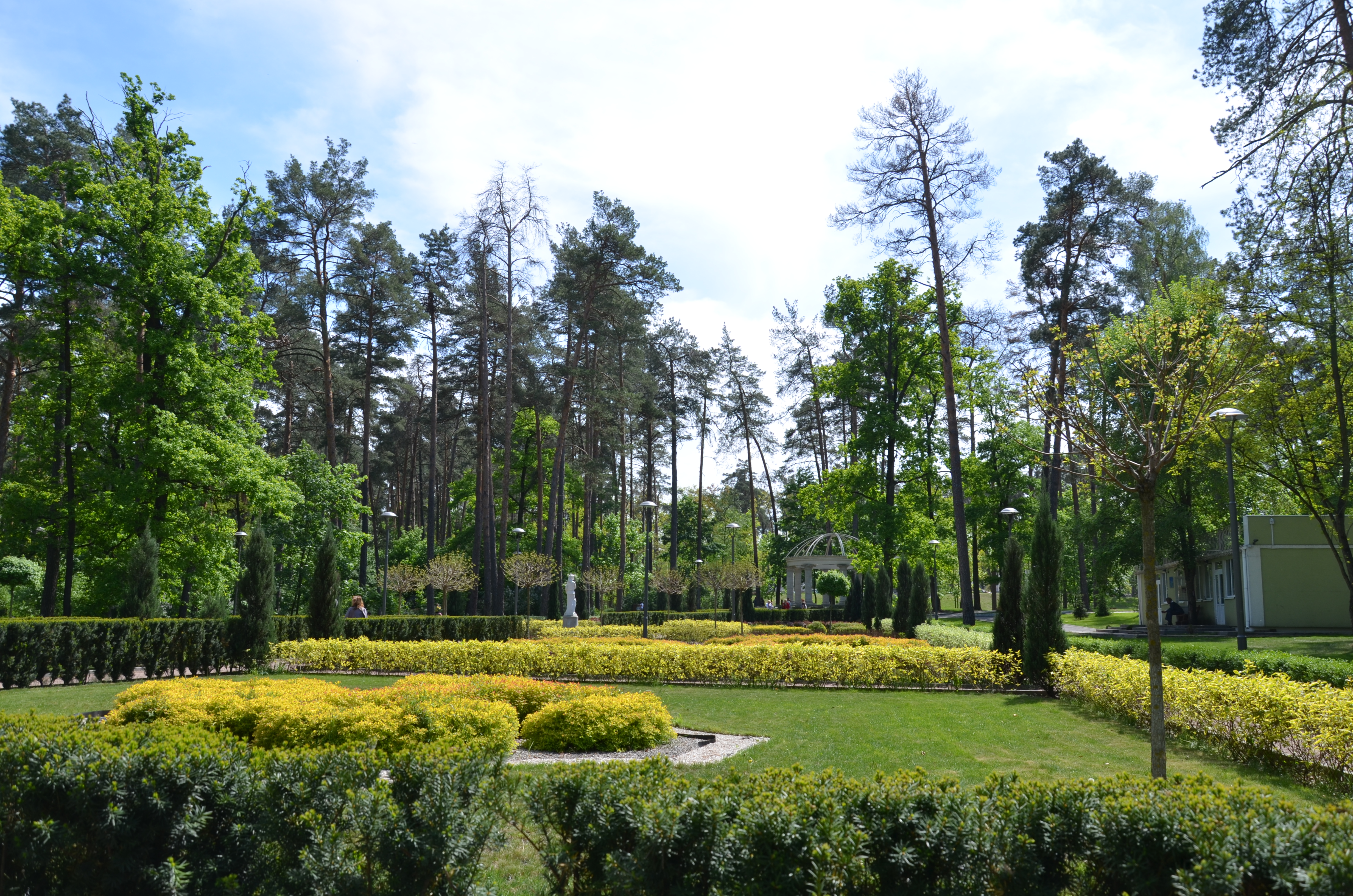
Французький дворик

## Опис
У парку присутні озера, фонтани, скульптури, велодоріжки, мотузковий парк, дитяче містечко, міні-зоопарк. На вході працює служба прокату велосипедів, дитячих автомобілів, самокатів.
У парку проходили музичний майстер-клас, чемпіонат України зі швидких та блискавичних шахів серед юнаків та дівчат, велозабіг.

## Галерея

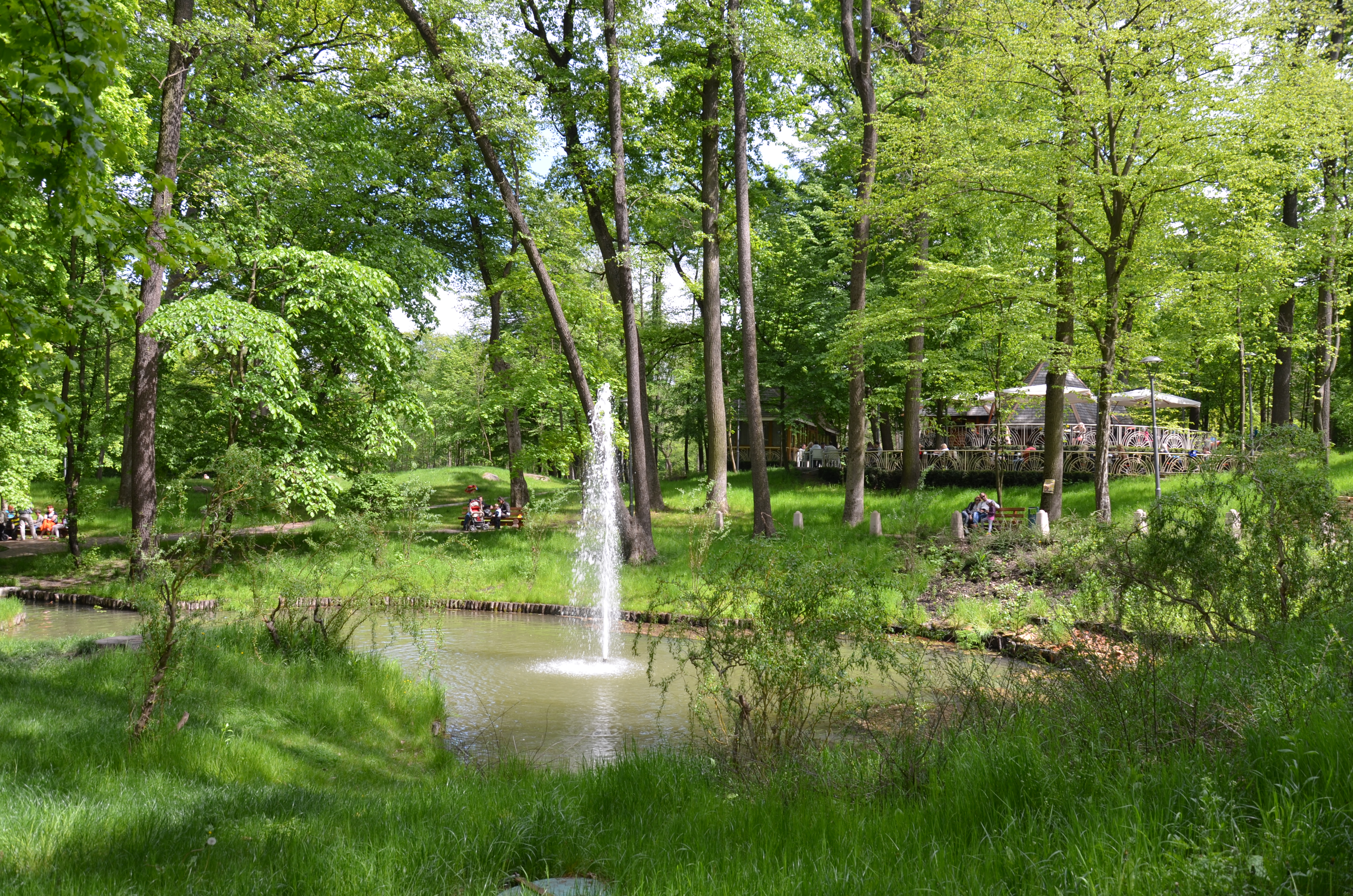
Озеро з фонтаном

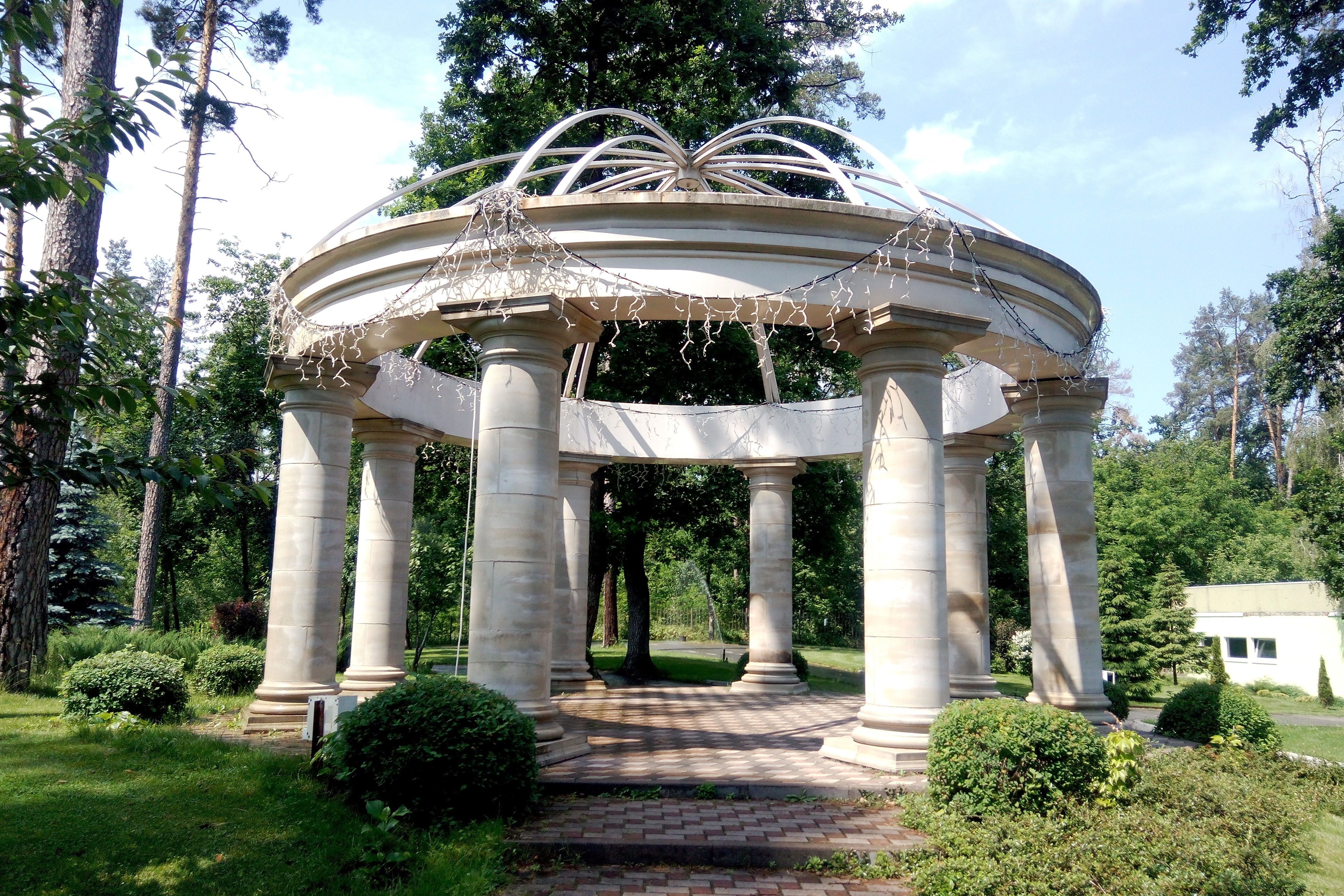
Ротонда
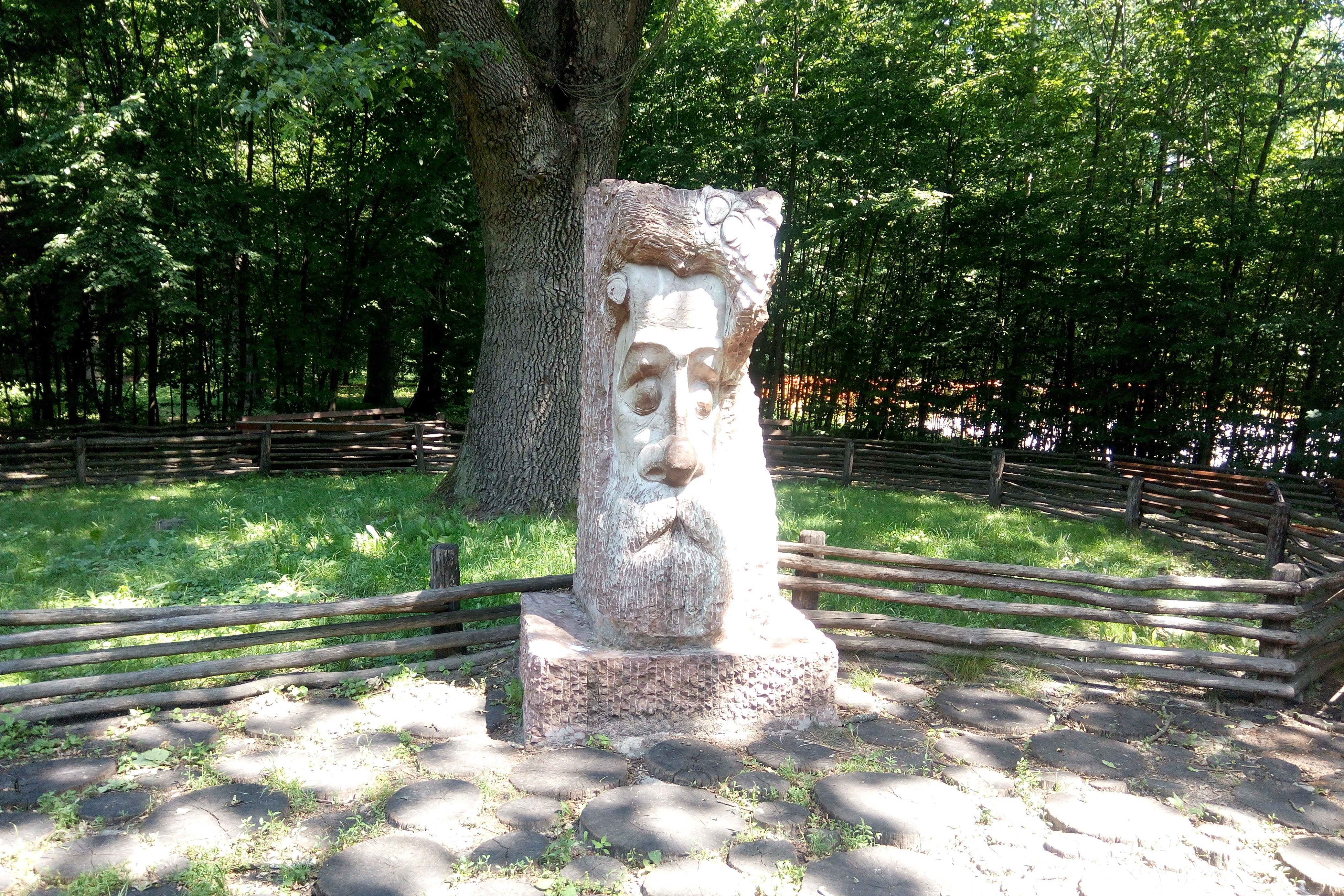
Дід Дубовик
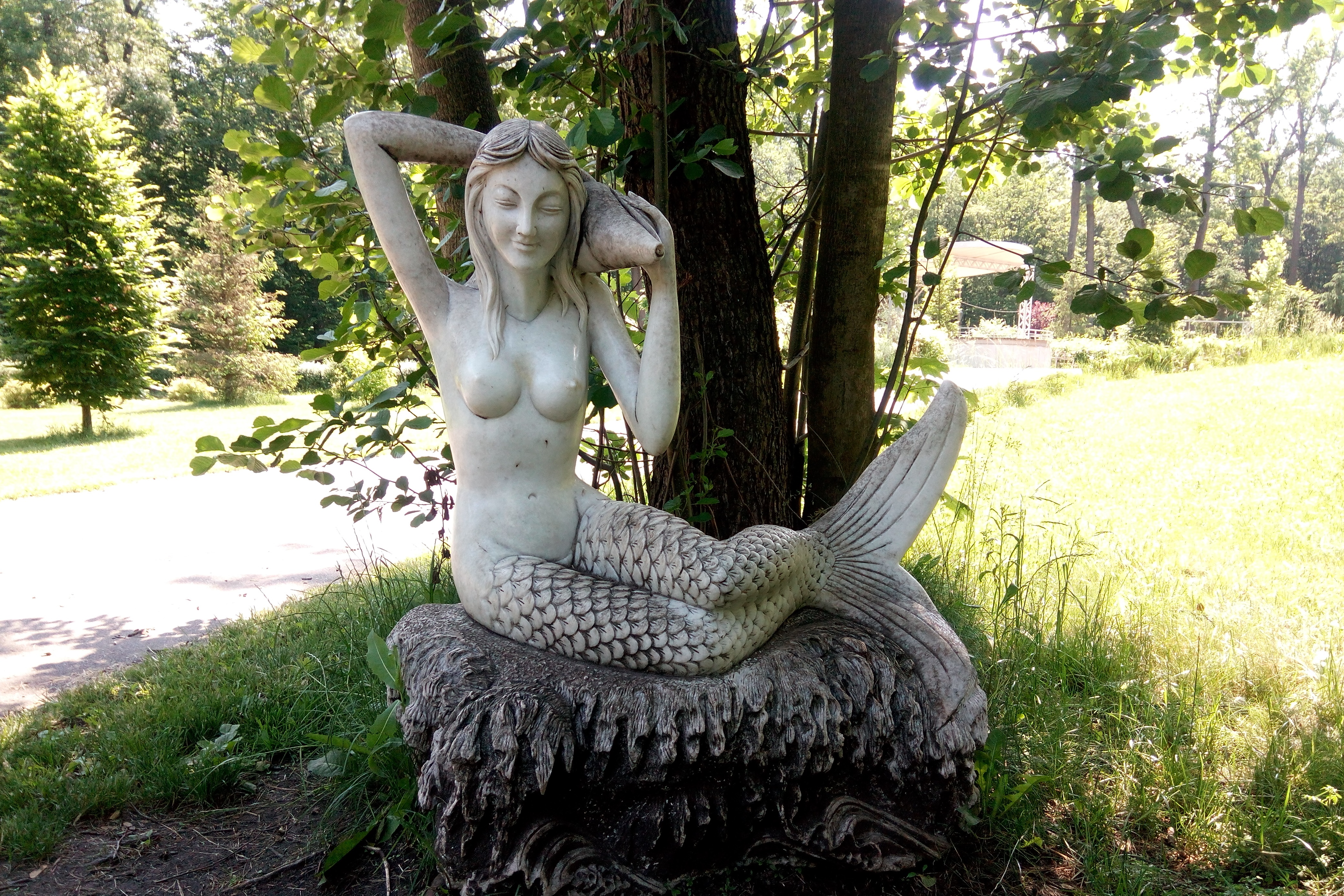
Русалка
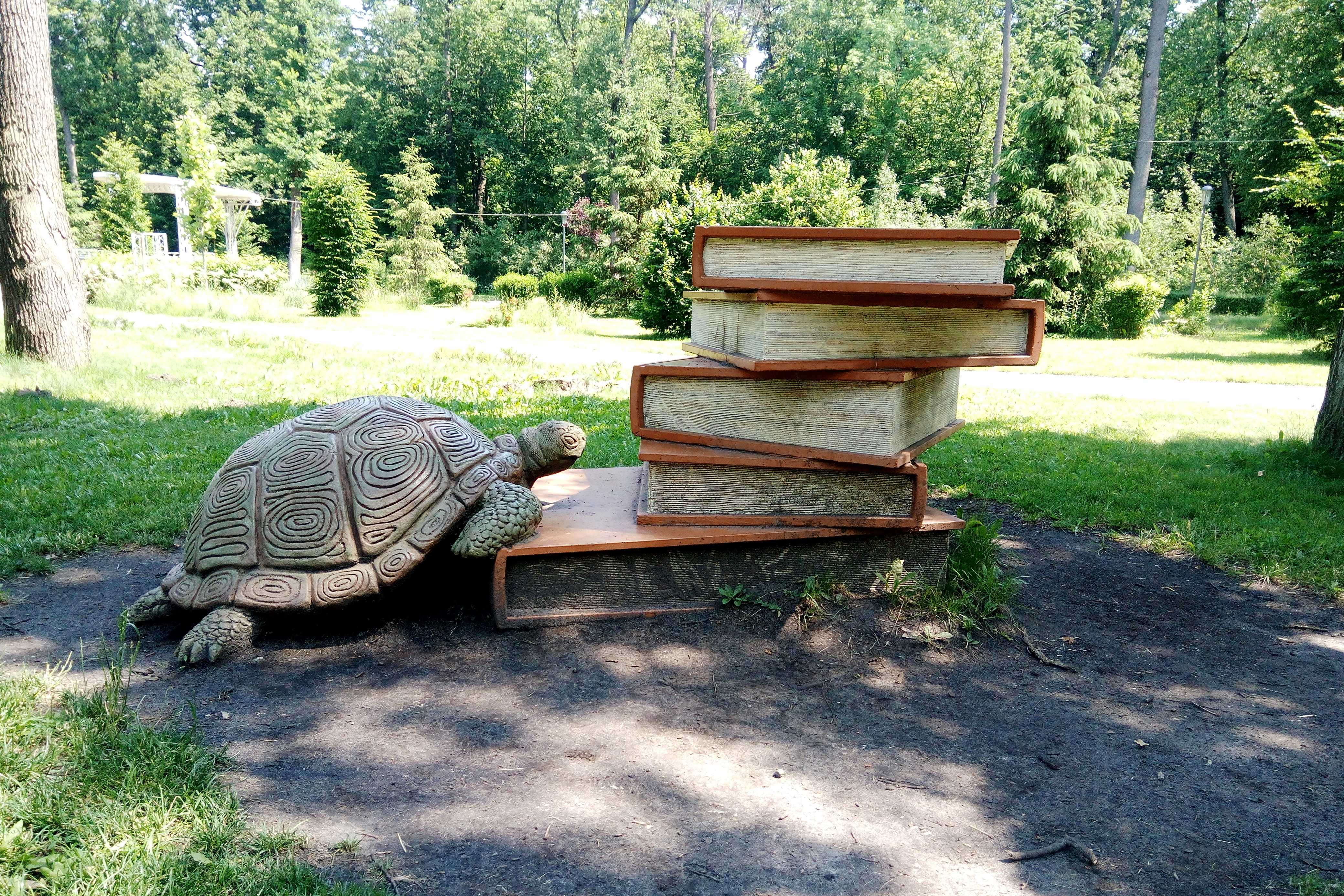
Мудра черепаха
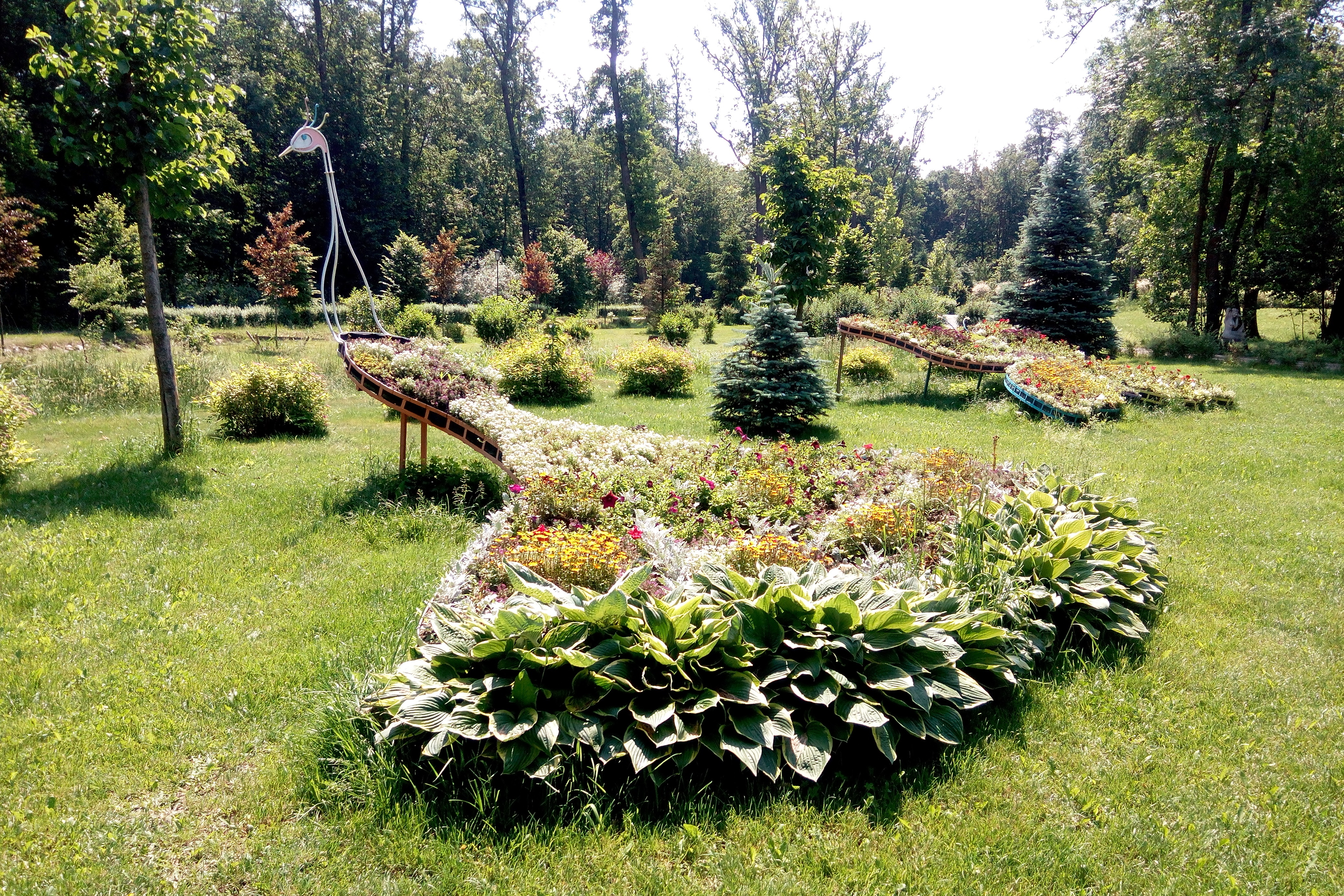
Квіткова клумба "Павич"
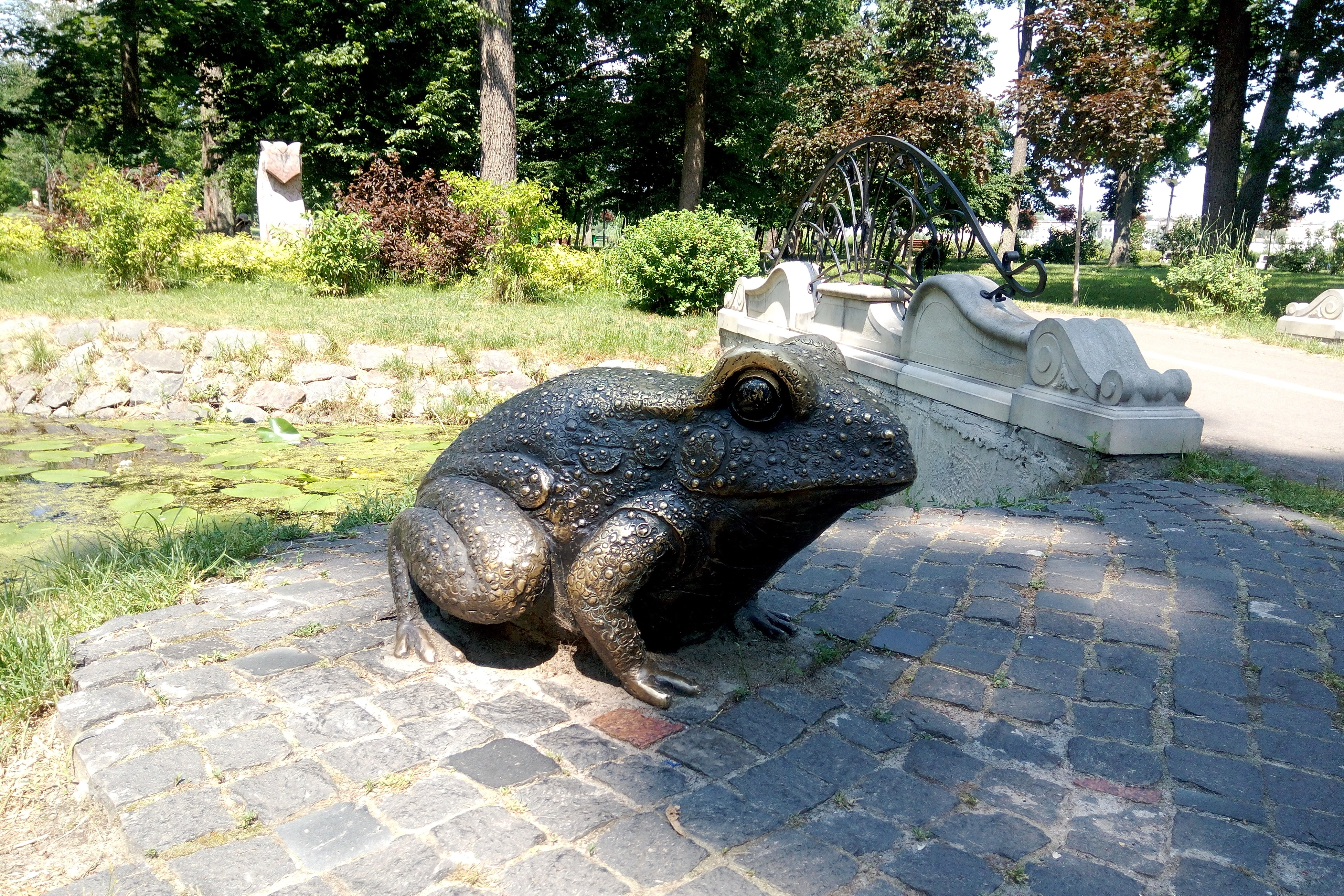
Жаба-чарівниця
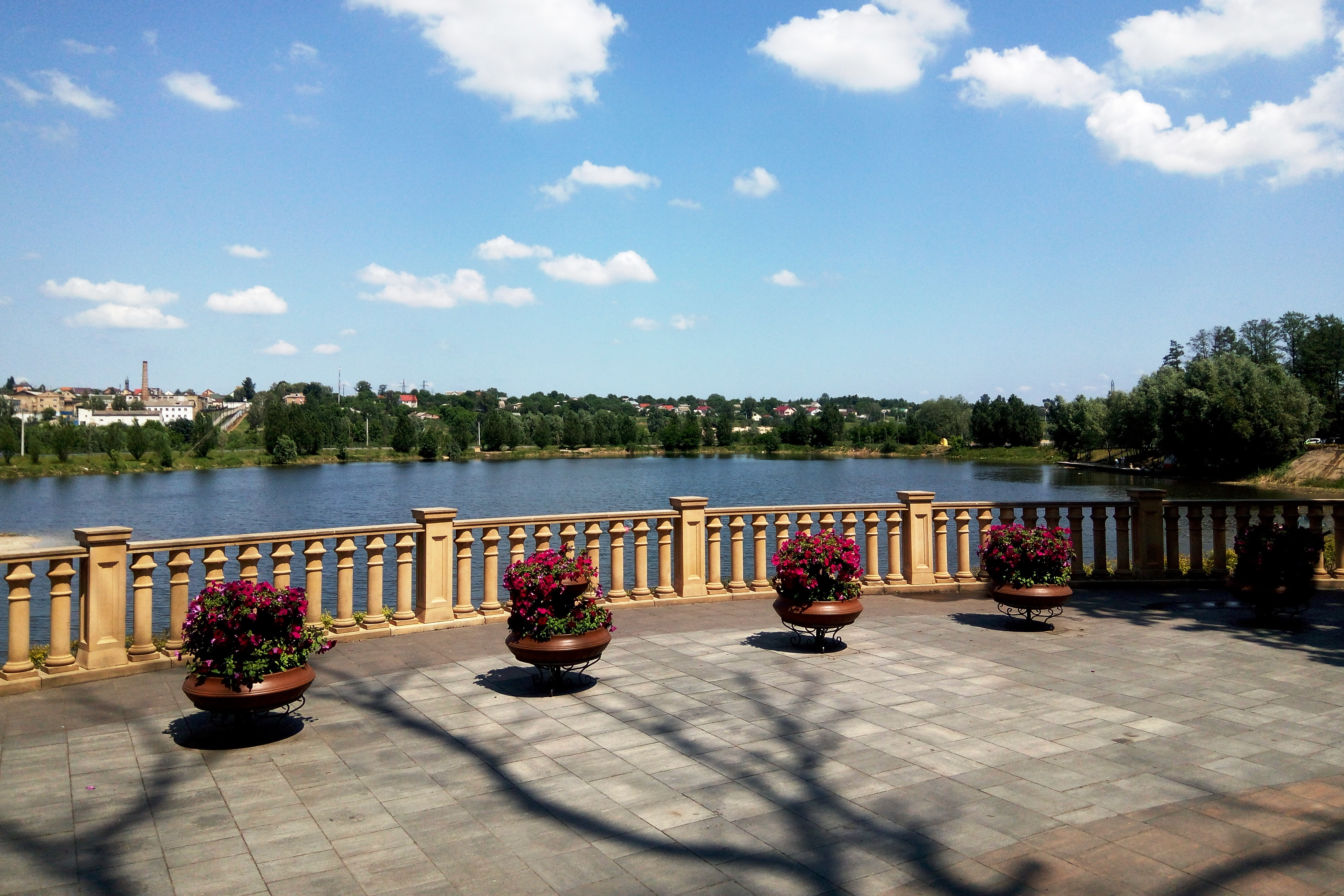
Вид на озеро